# 旧ヤム邸
旧ヤム邸（きゅうヤムてい）は、大阪市のカレー店である。2011年10月5日開業。空堀商店街に本店を構え、大阪・東京に数店舗の支店を有する。

## 歴史
創業者の植竹大介は、服飾品会社の社長を父に、「旨いもの好きの一人っ子」として育った。小学生の頃、ファミリーレストランで食べたカシミールカレーに衝撃を受けたことを契機として、スパイスの研究に没頭した。高校生のときに父の会社が乗っ取りに会い、大学はアルバイトに明け暮れすぎたために中退することとなった。1999年、26歳のときに南船場に『ヤムティノ』を創業し、自ら・母親・友人の3人で営業した。翌年、厨房を任せていた友人と決別することとなり、プロの料理人を雇い、心斎橋に移転した。ここで、植竹は自分で料理を作らずに経営のみおこなうことに疑問を抱くようになり、南船場で再出発することとした。こうして2003年に開かれた店舗が『ヤムカレー』である。
その後、2011年の春に新店舗を開くも、不動産会社の契約ミスから、3ヶ月で物件を追い出されてしまう。植竹らは空堀商店街に古民家物件を見つけ、7月半ばから2ヶ月半かけ、自力で改装をおこなった。『旧ヤム邸』は、このような紆余曲折を経て、2011年10月5日に営業を開始することとなった。店名は「旧ハンター邸」から着想を受けたものである。当時のスパイスカレー専門店としては異例であった、「毎日複数の日替わりメニューを提供するというスタイル」が好評を呼び、『旧ヤム邸』は人気を築いていった。2010年代には大阪で「スパイスカレーブーム」がおこり、『旧ヤム邸』は『カシミール』などとともに、同地の代表的なカレー店としての定評を確立した。
2012年7月には、同店のファンであったダイビルの担当者からオファーを受け、ダイビル本館に2号店である『旧ヤム邸　中之島洋館』を開業した。さらに、2015年4月2日には大阪駅にファッションビルであるルクア1100がオープンし、地下2階の飲食ゾーンである「バルチカ」には、3号店となる『旧ヤム鐵道』がテナントに入った。2017年7月には、下北沢に東京における1号店である『旧ヤム邸 シモキタ荘』を開業した。また、2020年6月1日には六本木ヒルズノースタワー地下1階にフード＆ギフトエリアがオープンし、『ヤミーズ 旧ヤム邸』がテナントとなった。2021年8月30日には日比谷フォートタワーのフードホールである「日比バル」がオープンし、『旧ヤム邸やくぜん堂』がテナントとして入った。2021年7月21日には『カレーとくつろぎ 旧ヤム邸 かまくら荘』を開業するも、2023年8月27日より長期休業している。

## 監修商品
『旧ヤム邸』監修のもと、2018年7月31日にはハウス食品より「牛豚キーマカレー」が発売された。また、2022年6月30日にはイトーヨーカドーより「あいがけスパイスカレー ほうれん草カレー・豚挽肉とごぼうのキーマカレー」が発売された。同年9月にはセブンイレブンより「旧ヤム邸監修 スパイスキーマカレー」が発売された。